# Mammillaria boolii
Mammillaria boolii là một loài thực vật có hoa trong họ Cactaceae. Loài này được G.E. Linds. mô tả khoa học đầu tiên năm 1953.

## Hình ảnh

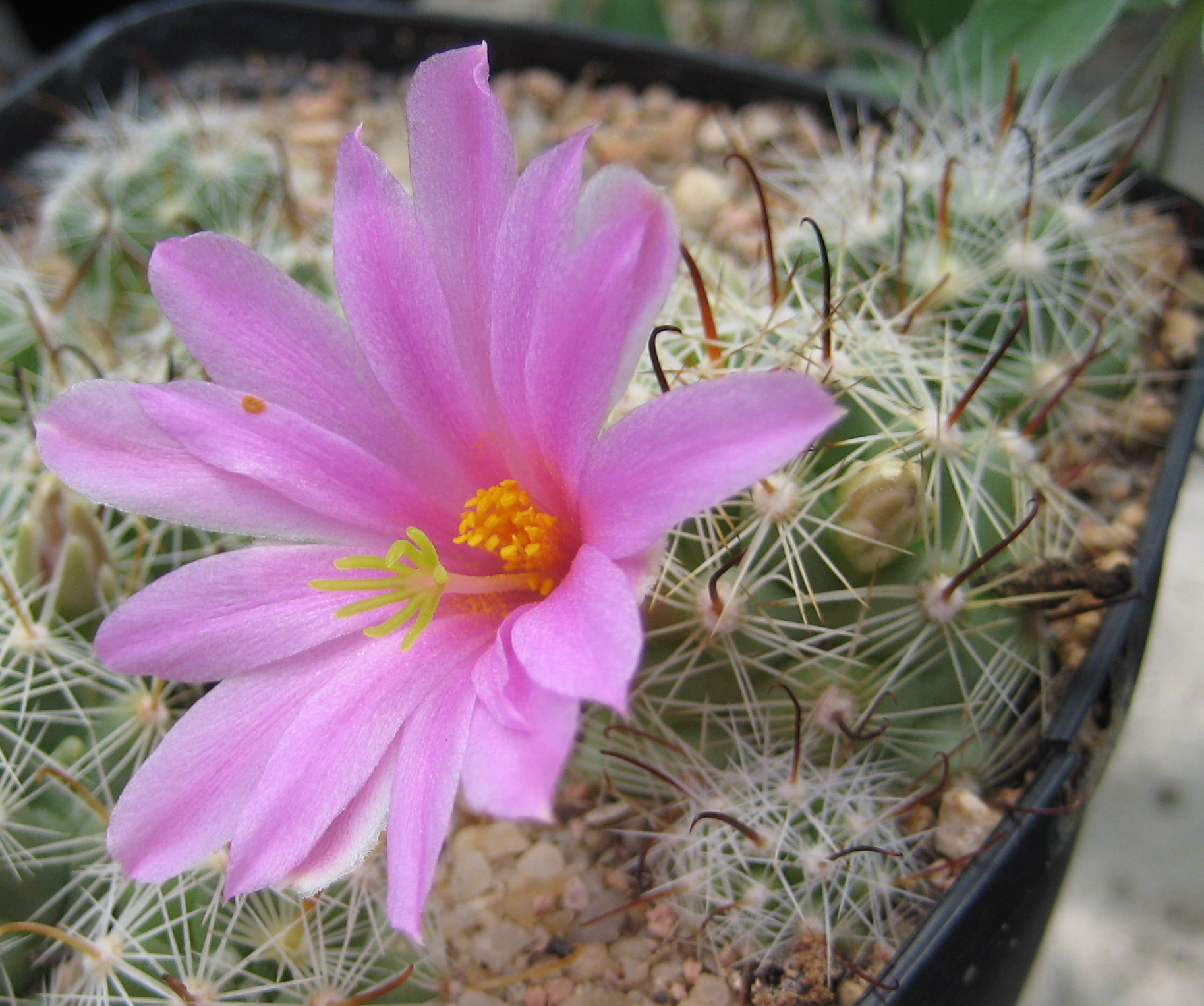
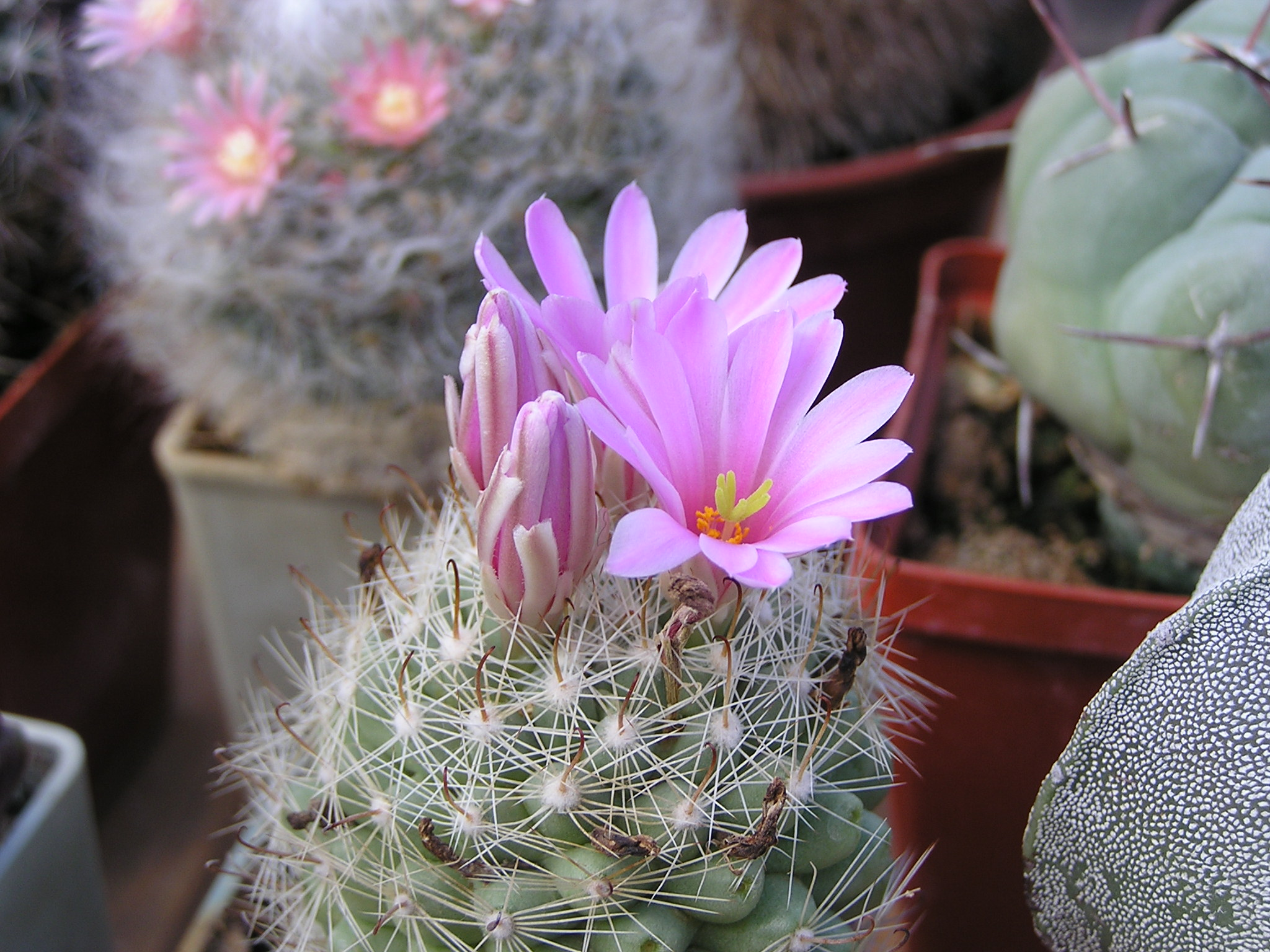
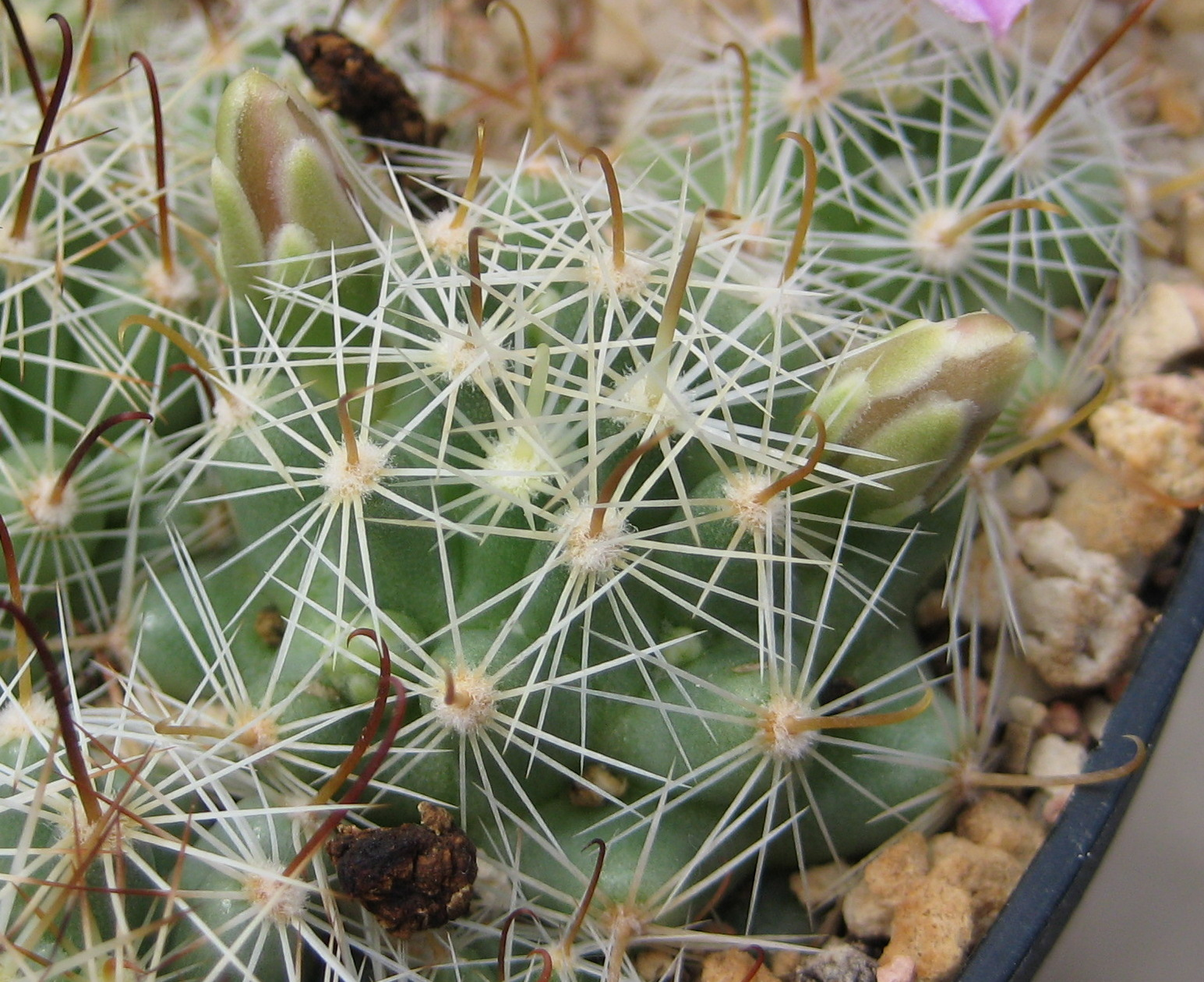

- Tập tin:Stamps of Germany (DDR) 1970, MiNr 1630.jpg